# Metronome Festival
Metronome Festival ([ˈmetrəˌnəʊm ˈfestɪvəl]) je hudební festival, který se koná počínaje rokem 2016 na pražském Výstavišti. Jeho první ročník proběhl ve dnech 25. a 26. června 2016 a ze zahraničních umělců na něm vystoupili například Iggy Pop, The Kooks, Foals a Ella Eyre; z český hudebníků na tehdy zahráli například Barbora Poláková, Michal Ambrož a Ivan Král. Prvního ročníku se zúčastnilo 7 500 návštěvníků. Druhý, který proběhl ve dnech 23. a 24. června 2017, navštívilo kolem 14 000 lidí. Na něm se představili například Sting a Kasabian, z českých například David Koller, Thom Artway, Ewa Farna a Monkey Business. Třetí ročník proběhl ve dnech 22. a 23. června 2018 a vystoupili na něm například John Cale, Tom Odell a Sister Bliss. Z českých účinkujících to byli Tata Bojs, Zrní a Midi lidi; rovněž zde vystoupila obnovená skupina Sexy Dancers. Na čtvrtý ročník, který plánovali na 21. a 22. červen 2019, byli pozváni Liam Gallagher (ex-Oasis), Morcheeba, Kraftwerk (včetně 3D show), Primal Scream, Band of Skulls, Pražský výběr s hosty, Lenka Dusilová, Danny Howard, Jungle, Anna Calvi, Nylon Jail, Viah a další. Pátý ročník festivalu, původně rozvržený na rok 2020, byl (v souvislosti s pandemií koronaviru) přesunutý napřed na 17. až 19. června 2021, avšak tytéž důvody vedly k dalšímu, více než ročnímu odkladuː finální termín byl stanoven na 23. až 25. červen roku 2022. Hlavní hvězdou byl Nick Cave s The Bad Seeds (zvládli téměř dvouapůlhodinový koncert), účinkující prvého dne akce, z ostatních účastníků pak ukrajinští Go_A, tuzemští Mňága a Žďorp, Lenka Dusilová s projektem Řeka a popůlnoční Čechomor. Následujícího dne, v deštivý pátek, vystoupil Američan Beck (bouřka zavinila hodinový posun), Britové Oh Wonder, Sunnnbrella a Češi Annet X, Marpo nebo Tata Bojs; ti si připravili hudebně i vizuálně unikátní představení. Sobota 25. patřila britským Underworld, belgickým Balthazar i domácímu SymfoMIGu (tj. Mig 21 a 60členný Orchestr ND, jeho pěvecký sbor plus členky Baletu Národního divadla), Danu Bártovi s kapelou Alice, zpěvačce Lenny a dalším. Během tří festivalových dnů se představilo půl sta umělců, osm scén, tři filmové projekce i různé umělecké instalace.